# František Svoboda
František Svoboda (* 5. Juli 1905 in Wien; † 6. Juli 1948) war ein tschechischer Fußballspieler. Mit der Tschechoslowakei wurde er 1934 Vizeweltmeister.

## Vereinskarriere
Svoboda kam 1926 zu Slavia Prag. Der bullige Mittelstürmer war bekannt für seinen wuchtigen Weitschuss. Mit Slavia wurde Svoboda acht Mal Landesmeister. In der Saison 1934/35 wurde er mit 27 Treffern Torschützenkönig.
In der 1. Liga schoss Svoboda insgesamt 101 Tore für Slavia und ist damit Mitglied im Klub ligových kanonýrů.
1930 kam es zu einer Wechselaffäre um Svoboda. Er lehnte es ab seinen Vertrag zu verlängern und lief auch nicht mehr für Slavia auf. Einem Berater gab er schriftlich, zu Sparta Prag zu wechseln und sollte dafür 100.000 Kronen kassieren. Allerdings ließ sich der Berater auch versichern, eine Entschädigung von 50.000 Kronen zu erhalten, sollte der Transfer nicht zustande kommen. Als diese Abmachungen an die Öffentlichkeit kamen, widerrief Svoboda den Wechsel und blieb bei Slavia. Die Entschädigung musste er nach langem Hin und Her doch nicht zahlen.

### Erfolge
- Tschechoslowakischer Meister: 1928/29, 1929/30, 1930/31, 1932/33, 1933/34, 1934/35, 1936/37
- Meister Protektorat Böhmen und Mähren: 1940
- Mitropapokalsieger: 1938 (kein Einsatz)

## Nationalmannschaft
In der Tschechoslowakischen Nationalmannschaft spielte Svoboda 43 Mal, dabei erzielte er 22 Tore. Damit gehört er zu den erfolgreichsten Torschützen der Tschechoslowakei.
Sein Debüt gab er am 6. Juni 1926 bei der 1:2-Niederlage gegen Ungarn in Budapest.
Bei der Weltmeisterschaft 1934 gehörte er zur tschechoslowakischen Stammformation. Er machte drei Spiele, im siegreichen Viertelfinale gegen die Schweiz erzielte er ein Tor. 
Das letzte Spiel für die ČSR bestritt Svoboda am 15. Mai 1937, sein Team unterlag Schottland mit 1:3.